# الپوت، اوجار
الپوت (به لاتین: Alpout) یک منطقهٔ مسکونی در جمهوری آذربایجان است که در شهرستان اوجار واقع شده است.

## خصوصیات
الپوت ۳٬۴۱۴ نفر جمعیت دارد.